# Domalde
Domalde, Dómaldi (n. 344) (nórdico antiguo: Dómaldr que significa "Poder para juzgar") fue un rey vikingo legendario de Suecia de la Casa de Yngling, maldito por su madrastra con un ósgæssa, (conjuro para la mala suerte). Era hijo y heredero de Visbur. Su figura protohistórica aparece en la saga Ynglinga, Ynglingatal e Historia Norwegiæ.
Según la saga Ynglinga, la suerte del rey es la suerte de la tierra y el reinado de Domalde estuvo protagonizado por malas cosechas y terribles hambrunas. El primer otoño, los suecos sacrificaron bueyes en el Templo de Upsala, pero la siguiente siembra no obtuvo mejores resultados. El segundo otoño, sacrificaron personas, pero la cosecha fue aún peor. Al tercer año muchos suecos se dirigieron a Gamla Uppsala para participar en el thing de todos los suecos y los caudillos presentes decidieron sacrificar al rey y rociaron las estatuas de los dioses con su sangre (véase Blót) y entonces regresaron las buenas cosechas. Le sucedió su hijo Domar, cuyo reino fue muy próspero.
Íslendingabók cita una línea de descendencia en Ynglingatal y menciona a Dómaldr como sucesor de Visburr y predecesor de Dómarr: vii Visburr. viii Dómaldr. ix Dómarr.